# Les Déménageurs de l'extrême
Les Déménageurs de l'extrême ou Ça bouge en grand ! au Québec (Mega Movers), est une émission de télévision américaine présentant des documentaires sur des équipes de déménageurs dans le monde entier, mais le plus souvent aux États-Unis et au Canada, dont la tâche est de déplacer et de transporter des structures gigantesques, souvent sur plusieurs dizaines de kilomètres.

## Diffusion dans le monde
L'émission est diffusée aux États-Unis par History Channel.
L'émission, diffusée en France sur Direct 8, est présentée par Lionel Rosso. Un doublage en français a été réalisé pour permettre au public francophone de comprendre les dialogues. Elle est aussi diffusée en français au Canada par la chaîne câblée Canal D sous le titre de Ça bouge en grand ! depuis le 28 avril 2008.

## Liste de reportages
Chaque épisode présente à chaque fois un ou deux « déménagements ».
L'intérêt de cette série documentaire et d'être au plus près des hommes qui ont la charge de déplacer ces superstructures et de schématiser, à l'aide d'images de synthèse, les différentes opérations, afin de permettre au téléspectateur de mieux comprendre les contraintes rencontrées ainsi que les techniques utilisées.
Quelques exemples de ces « déménagements » présentés dans l'émission :
- déplacer une église d'une centaine de kilomètres[2] ;
- transporter une flotte de yachts à travers l'océan Atlantique sur une barge[3] ;
- transporter et mettre en place les nouvelles rames du métro de Londres[4] ;
- déplacer un village entier pour permettre l'exploitation d'une mine d’or située en dessous ;
- déplacer un phare de quelques centaines de mètres pour éviter sa disparition du fait de l'érosion de la falaise ;
- remorquer un sous-marin désarmé, le NCSM Onondaga, et le hisser hors de l'eau pour le convertir en navire musée[5] ;
- remorquer un vieux bateau à roues à aubes et l'installer dans les terres pour le transformer en hôtel ;
- remorquer une plateforme offshore de Singapour au golfe du Mexique ;
- déplacer une structure de raffinerie de Houston à Chicago, via le Mississipi.